# Émile Fabry
Émile Fabry (Verviers, 30 de diciembre de 1865-Woluwe-Saint-Pierre, 28 de febrero de 1966) fue un pintor, dibujante y litógrafo simbolista belga. 

## Biografía
Estudió en el taller de Jean-François Portaels. En su obra se denota la influencia de Miguel Ángel, Dominique Ingres y Pierre Puvis de Chavannes. Tenía un estilo de reminiscencias manieristas, con figuras deformadas de aspecto melancólico, que recuerdan la obra dramática de Maurice Maeterlinck, cuyo influjo reconocía Fabry junto al de Richard Wagner y Edgar Allan Poe. En 1892 fundó con Jean Delville y Xavier Mellery el Cercle pour l'Art. Expuso en el Salon de la Rose+Croix en 1893 y 1895. En 1900 fue nombrado profesor de la Academia de Bruselas. Desde ese año se dedicó especialmente a la elaboración de frescos para edificios públicos (Théâtre de la Monnaie, ayuntamientos de Saint-Gilles, Laeken y Woluwe-Saint-Pierre).
Durante la Primera Guerra Mundial vivió refugiado en el Reino Unido, donde recibió la influencia prerrafaelita.